# Mashreq

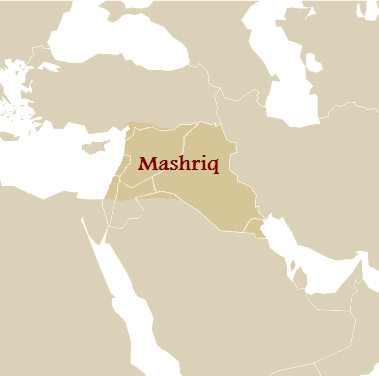
Kaart van de Mashreq

De Mashreq (Arabisch: مشرق, ook wel Mashriq of Mashrek) is een streek in Aziatisch Arabië die ongeveer het gedeelte ten oosten van Egypte en ten noorden van het Arabisch Schiereiland beslaat. De landen Irak, Israël, Jordanië, Koeweit, Libanon, Palestina en Syrië worden meestal tot de Mashreq gerekend.

## Etymologie
De naam komt van het Arabische woord voor oosten of plaats van de zonsopkomst. Het is dus het oostelijke deel van Arabië. Daarmee is het de tegenhanger van de Maghreb, die juist het westelijke deel van Arabië is, dus Noord-Afrika.

## Verkeer en vervoer
In 2001 spraken de landen van de Mashreq af om een samenhangende routenummering in te voeren. Dit internationaal wegennetwerk van de Arabische Mashreq loopt niet alleen door de traditionele Mashreq, maar ook door het Arabisch Schiereiland en Egypte. Het systeem is vergelijkbaar met het E-routenetwerk in Europa.
Centraal-Azië (Midden-Azië) · Noord-Azië · Oost-Azië · Zuid-Azië · Zuidoost-Azië · Zuidwest-Azië

Oosten: Nabije Oosten · Midden-Oosten · Verre Oosten

Arabië · Golf · Indië · Indochina · Levant · Mashreq · Sinosfeer · Indosfeer · Turkestan